# Maringá FC
Der Maringá Futebol Clube, in der Regel nur kurz Maringá genannt, ist ein Fußballverein aus Maringá im brasilianischen Bundesstaat Paraná.
Aktuell spielt der Verein in der Staatsmeisterschaft von Paraná. In der Saison 2024 erreichte der Klub in der Série D den dritten Platz und sicherte sich damit die Teilnahme an der Série C 2025.
2025 konnte der Klub sich in den ersten zwei Runden des Copa do Brasil 2025 durchsetzen. Hierbei in der ersten Runde sogar gegen den im Ranking des CBF besser platzierten EC Juventude, Platz 73 versus 18. Die Prämien hieraus betrugen über vier Millionen Real. Der größte Teil davon sollte für Investitionen in die physische Struktur verwendet. Es soll ein neues Grundstück für den Bau eines neuen Trainingszentrums erworben werden. Das neue Trainingszentrum soll die Integration von Profisportlern und den Basiskategorien dienen, die zu dem Zeitpunkt an einem anderen Ort trainierten. Ein Teil des Betrags sollte in Technologie fließen. Maringá wollte in künstliche Intelligenz investieren, um den Markt und die Athleten zu überwachen. Weitere Investitionen waren Geräte für physikalische und biomechanische Untersuchungen. Der größte Prozentsatz des Betrags sollte in den Fußball reinvestiert, indem die Gehaltsliste erhöht, neue Sportler eingestellt und Profis trainiert werden, die bereits im Team arbeiten.

## Erfolge
- Staatspokal von Paraná: 2015, 2017
- Campeonato Paranaense Série Prata: 2013, 2017
- Staatsmeisterschaft von Paraná - 3rd Division: 2010

## Stadion

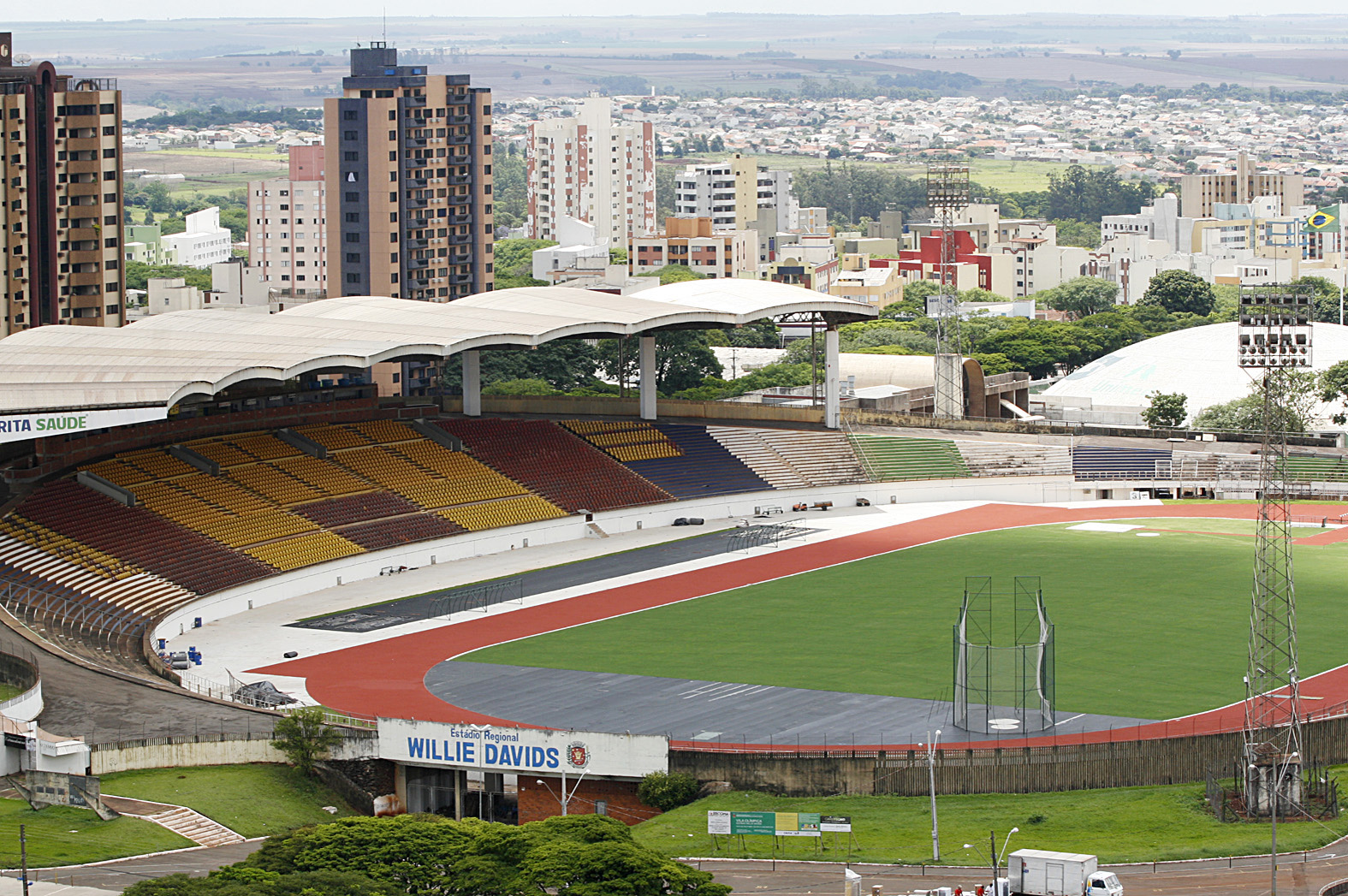
Estádio Willie Davids

Der Verein trägt seine Heimspiele im Estádio Willie Davids in Maringá aus. Das Stadion hat ein Fassungsvermögen von 16.226 Personen. Eigentümer und Betreiber der Sportstätte ist die Stadtverwaltung Maringá.

## Trainer
Stand: Oktober 2024
| Trainer            | Nation            | von             | bis               |
| ------------------ | ----------------- | --------------- | ----------------- |
| Claudinho          | Brasilien         | 2. März 2015    | 17. April 2015    |
| Claudemir Sturion  | Brasilien         | 4. Mai 2015     | 15. Mai 2015      |
| Edson Vieira       | Brasilien         | 1. Juli 2015    | 31. Dezember 2015 |
| Fernando Marchiori | Brasilien Italien | 23. August 2015 | 16. November 2015 |
| Sandro Forner      | Brasilien         | 3. Mai 2019     | 24. Mai 2019      |
| Beto Portella      | Brasilien         | 14. August 2020 | 6. November 2020  |
| Marcos Soares      | Brasilien         | 10. März 2021   | 5. April 2021     |
| Jorge Castilho     | Brasilien         | 6. April 2021   | ?                 |
| Silvinho           | Brasilien         | 23. Juni 2023   | 31. Dezember 2023 |
| Ivan Campanari     | Brasilien         | 14. Juni 2024   | 17. Juni 2024     |